# Acrocephalus rehsei
Acrocephalus rehsei (лат.) — вид птиц из рода настоящих камышовок (Acrocephalus) семейства камышовковых (Acrocephalidae). Является эндемиком тихоокеанского острова Науру, где встречается повсеместно. Птица средних размеров с лёгким телосложением и длиной тела около 15 см. Питается преимущественно насекомыми.

## Таксономия
Отто Финш был первым натуралистом, посетившим Науру. Он путешествовал с Маршалловых островов на Соломоновы и высадился на острове 24 июля 1880 года на шесть часов. Его отчёт за 1881 год включал камышовку, первоначально идентифицированную как Acrocephalus syrinx. В 1883 году Отто Финш пришёл к выводу, что это новый вид, Calamoherpe rehsei. Родовое название Calamoherpe в настоящее время рассматривается в качестве синонима рода Acrocephalus. Acrocephalus происходит от греческих слов akros («верхний») и kephale («голова»). Первая часть родового названия, akros, характеризует заострённую форму головы птицы и, вероятно, обусловлена путаницей с acutus. Видовой эпитет rehsei дан в честь Эрнста Резе, немецкого орнитолога и коллекционера и одного из попутчиков Финша. Со времени описания Отто Финшем Acrocephalus rehsei редко становилась объектом исследований, поэтому множество аспектов её экологии и образа жизни остаются неизвестными.
Хотя Acrocephalus rehsei обычно рассматривается как отдельный вид, что подтверждается недавними исследованиями ДНК, некоторые авторитетные специалисты, например, Ханс Волтерс в книге «Die Vogelarte der Erde» (1980) и Ричард Ховард и Алик Мур в «A Complete Checklist of the Birds of the World» (1991) считают её подвидом Acrocephalus luscinius. Популяция Acrocephalus rehsei не разделена на подвиды.
Анализ митохондриальной ДНК, проведенный в 2011 году, показал, что Acrocephalus rehsei образует кладу с Acrocephalus australis, полинезийской камышовкой (Acrocephalus aequinoctialis), Acrocephalus mendanae и ныне вымершим Acrocephalus yamashinae с острова Паган. Последний вид является наиболее близким родичем Acrocephalus rehsei.

## Описание
Acrocephalus rehsei — камышовка средних размеров с лёгким телосложением. Верхняя часть тела тёмно-коричневая, гузка и надхвостье более светлых оттенков. Оперение на животе более светлое, нежели на спине. Центральная часть груди тускловатого коричнево-жёлтого цвета, красновато-коричневая по бокам. Лицо мало контрастирует с общей окраской. Кроющие ушей, макушка, затылок, подбородок и горло бледно-коричневые. Уздечка тёмно-коричневая. От клюва до ушных перьев простирается кремовая «бровь», или supercilium. Клюв длинный, тонкий и прямой. Надклювье тёмно-серое, с розовыми краями; подклювье розовое, темнеющее по направлению к кончику. Плюсна и ступни тёмно-серые. Крылья короткие, закруглённые, не доходят хвостовых перьев, что визуально увеличивает длину хвоста.
Длина тела составляет около 15 см, размах крыльев — 6,7—7,2 см. Половой диморфизм не выражен. Особенности строения и окраса молодых особей остаются неизвестными.
Acrocephalus rehsei — единственный представитель воробьинообразных, населяющий Науру, в связи с чем её невозможно спутать с другими видами.

## Распространение и места обитания

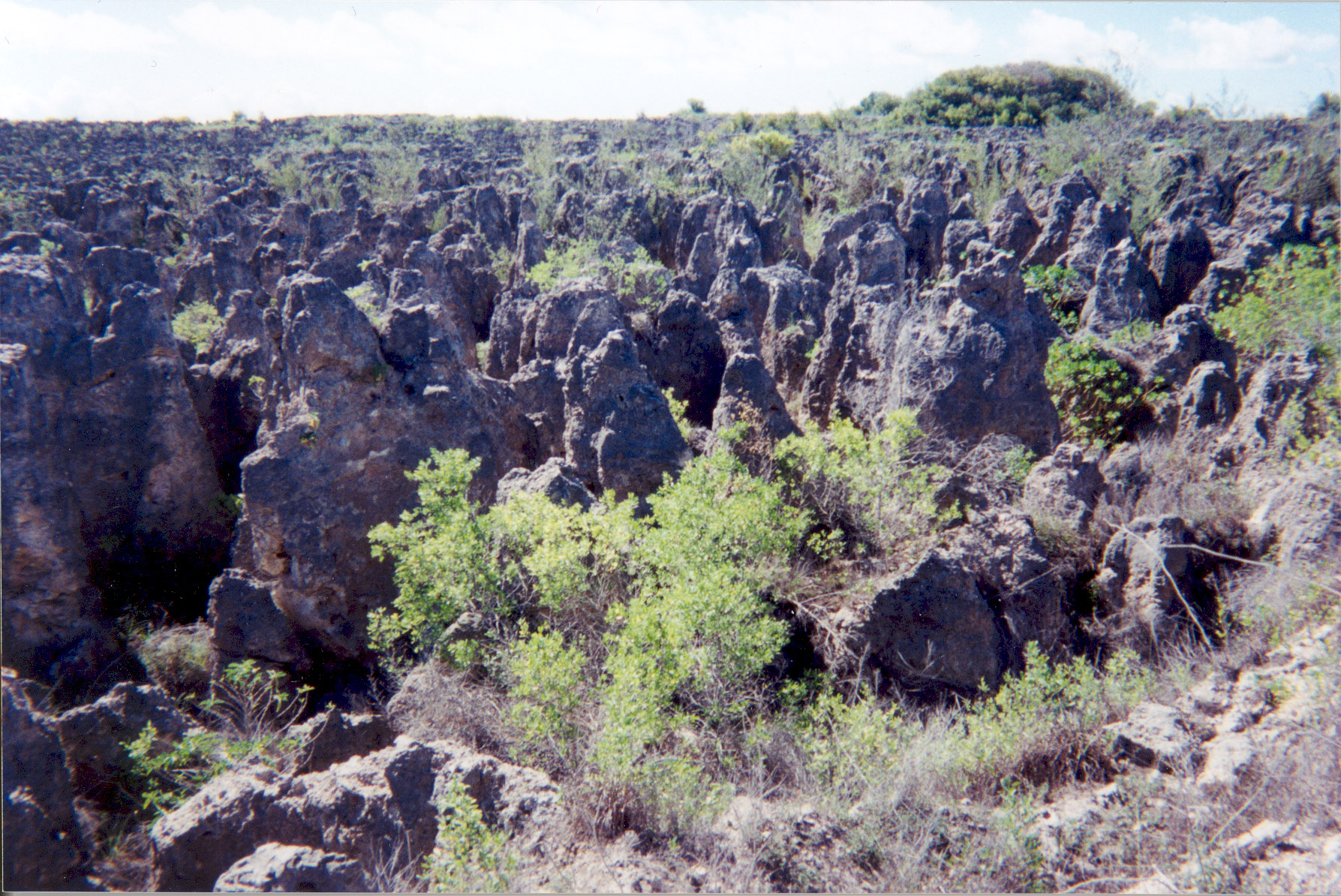
Отработанные фосфоритные карьеры на Науру

Характер колонизации тихоокеанских островов и Австралии представителями рода настоящих камышовок (Acrocephalus) был сложным, с многочисленными заселениями отдалённых архипелагов. Хотя Гавайские острова были колонизированы ещё 2,3 млн лет назад, другие острова достигнуты птицами намного позднее, в середине плейстоцена (0,2—1,4 млн лет назад) или даже позже. Географически ближайшие к Acrocephalus rehsei виды Acrocephalus — Acrocephalus syrinx с Каролинского архипелага и вымерший Acrocephalus luscinius с острова Гуам.
Acrocephalus rehsei — один из двух, наряду с микронезийским плодоядным голубем (Ducula oceanica), эндемиков тихоокеанского острова Науру. Встречается по всей территории острова, обитает в кустарниковых зарослях, произрастающих в районе выработанных фосфоритных карьеров, а также в сохранившихся лесных массивах на центральном плато. Птица наиболее многочисленна в лесных фрагментах, покрывающих крутые склоны; также наблюдалась в садах и на пустырях вдоль побережья. Отто Финш в 1881 году охарактеризовал Acrocephalus rehsei как многочисленный вид, «столь же обычный, как и домовый воробей в Англии». Биолог Дональд Буден в 2008 году подтвердил данное наблюдение.
Acrocephalus rehsei является оседлой птицей, никогда не покидающей остров Науру. На острове Банаба, ближайшем к Науру и весьма сходном с ним в геологическом отношении, полностью отсутствуют какие-либо камышовки. Существует гипотеза, что популяции Acrocephalus rehsei ранее существовали на других островах до относительно недавнего времени. На Маршалловых островах существуют рассказы о птице, именуемой annañ, anang и annãng, которая считалась собственностью вождей. Физическое описание этих птиц отсутствует, известно лишь, что они были размером с бабочку и населяли скалистые северо-западные острова. Этнологи Кремер и Неверманн сообщили, что птица вымерла около 1880 года. Основываясь на описаниях особей, замеченных на атолле Джалуит, Пол Шни предположил, что annañ — это Acrocephalus rehsei. Её вымирание на Маршалловых островах могло быть вызвано охотой одичавших кошек, завезенных на архипелаг для уничтожения грызунов.

## Образ жизни
Гнёзда Acrocephalus rehsei имеют форму чаши и сооружаются из трав и прутьев. В качестве строительного материала иногда используются кассита нитевидная (Cassytha filiformis) и казуарина хвощевидная (Casuarina equisetifolia). Гнездо располагается на деревьях или кустарниках на высоте от 2 до 8 метров или на земле, в последнем случае птенцы становятся уязвимыми перед нападением крыс. Дэвид Пирсон сообщал о гнёздах на высоте 45—300 см от земли, помещённых в ветвях гибискуса и липы. Яйца были обнаружены в декабре и июле, что может свидетельствовать в пользу круглогодичного размножения. В кладке два или три яйца. Продолжительность инкубации и возраст оперения птенцов неизвестны. Дональд Буден отмечал, что птицы были более крикливыми в декабре, нежели в марте и апреле. Голос описан как схожий с голосами певчего и чёрного дроздов и чёрно-белой веерохвостки. Acrocephalus rehsei поют в любое время суток.
Основным кормом Acrocephalus rehsei служат различные насекомые, главным образом стрекозы. На Науру распространено шесть видов стрекоз: Anax guttatus, Diplacodes bipunctata, Ischnura aurora, Pantala flavescens, Tholymis tillarga и Tramea transmarina. Дональд Буден описал три особенности ловли насекомых. Чаще всего птицы передвигаются по деревьям и кустарникам, схватывая насекомых на листве. Во втором случае Acrocephalus rehsei садились близко к земле, стремительно бросались вниз и затем возвращались на ветки с пойманной добычей. На открытой местности птицы наблюдались перемещающимися по земле, изредка схватывающими предполагаемую добычу. В прибрежных районах они охотятся на насекомых в кронах кокосовых пальм.

## Охранный статус
В Красной книге МСОП Acrocephalus rehsei отнесён к категории уязвимых видов (англ. Vulnerable) ввиду ограниченного ареала и, как следствие, восприимчивости к случайным воздействиям окружающей среды, таким как циклоны и интродукция хищников. BirdLife International, основываясь на данных 1993 года, оценил численность популяции в 10—20 тысяч особей, однако Дональд Буден полагает, что популяция насчитывает 5000 птиц всех возрастов, что эквивалентно 3000 взрослых особей. Он также отметил, что деградация местообитаний и обезлесение, вызванные добычей фосфоритов, по-видимому, не оказали серьёзного неблагоприятного воздействия на Acrocephalus rehsei. Более того, на месте отработанных месторождений фосфоритов произрастают кустарники, и камышовки смогли занять регенерирующие районы.
В отличие от других птиц Науру, на Acrocephalus rehsei охота не ведётся, и она находится под защитой Закона о сохранении диких птиц Науру от 1937 года. В целях поддержания численности на существующем уровне, МСОП рекомендует проводить регулярное обследование популяции и установить программу мониторинга путём обучения местного населения. Главной угрозой для Acrocephalus rehsei на сегодняшний день является хищничество диких кошек, собак и крыс.